# Manohar Joshi
Manohar Gaju Joshi (Mandvi, 2 dicembre 1937 – Mumbai, 23 febbraio 2024) è stato un politico indiano, figura di spicco del partito di estrema destra Shiv Sena.
Fu sindaco di Mumbai dal 1976 al 1977, primo ministro del Maharashtra dal 1995 al 1999 e presidente della Lok Sabha dal 2002 al 2004.

## Biografia

### Origini e formazione
Figlio di Gajanan Krishna Joshi e Saraswati Gajanan, Joshi nacque il 2 dicembre 1937 nel villaggio di Nandvi, appartenente al distretto di Raigad nel Maharashtra. Conseguì il Master of Arts e il Bachelor of Laws presso l'Università di Mumbai. Si sposò con Anagha Joshi nel 1964, dalla quale ebbe tre figli, Unmesh, Asmita e Namrata.

### Attività politica
Joshi iniziò la sua carriera politica nel partito Shiv Sena con l'elezione nel Consiglio Legislativo per tre mandati dal 1972 al 1989. Ricoprì la carica di sindaco di Mumbai dal 1976 al 1977, in seguito fu eletto all'Assemblea legislativa nel 1990.
Joshi diventò primo ministro del Maharashtra nel 1995, grazie all'accordo tra i partiti Shiv Sena e Bharatiya Janata Party per formare una coalizione.
Joshi e Bal Thackeray furono citati, a seguito di un'inchiesta voluta del governo indiano, per aver incitato gli Shivsainik alla violenza contro i musulmani durante le rivolte del 1992-1993. Tuttavia, Joshi, allora parte del governo BJP-Sena, definì il rapporto della commissione come "anti-indù, filo-musulmano e non obiettivo" e rifiutò di adottare le raccomandazioni contenute nel rapporto.
Durante il suo mandato da primo ministro, Joshi concesse l'autorizzazione di costruzione per un terreno a Pune ad un costruttore legato a suo genero, nonostante fosse stata progettata la costruzione di una scuola. Sul terreno in questione il genero costruì un complesso residenziale nel 1998. Nel gennaio 1999, Joshi fu obbligato a rassegnare le dimissioni. Nel marzo 2009, la corte suprema di Bombay emise un verdetto che dichiarò illegale il complesso residenziale. La Corte suprema dell'India confermò il verdetto nel 2011 e multò Joshi di 15.000 Rs. L'edificio divenne in seguito una scuola.
Fu eletto alla Lok Sabha in seguito alle elezioni generali del 1999, diventandone presidente nel 2002 e mantenendo la carica fino al 2004.
Fu eletto per un mandato di sei anni al Rajya Sabha nel 2006, dopo essere stato sconfitto nelle precedenti elezioni per la Lok Sabha.